# 第7独立親衛自動車化狙撃連隊 (ロシア海軍)
第7独立親衛自動車化狙撃連隊（だい7どくりつしんえいじどうしゃかそげきれんたい、ロシア語: 7-й отдельный гвардейский мотострелковый полк）は、ロシア海軍の連隊。第11軍団隷下。
第1親衛自動車化狙撃師団として活躍し、旅団、連隊と縮小されたが、師団に隷属しない独立連隊の地位を与えられた。

## 概要

### 戦間期

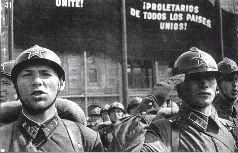
パレードに参加する様子

1926年12月29日、赤軍モスクワ・プロレタリア狙撃師団としてロシア・ソビエト連邦社会主義共和国で創設された。
1936年5月、師団番号統一に伴い、第1狙撃師団に改称された。
1936年12月、名誉革命赤旗を授与された。
1939年8月、第2狙撃連隊を基幹に第115狙撃師団、第3狙撃連隊を基幹に第126狙撃師団が創設された。
1939年12月、自動車化に伴い、第1自動車化狙撃師団に改編された。赤軍初の自動車化部隊となった。

### 第二次世界大戦

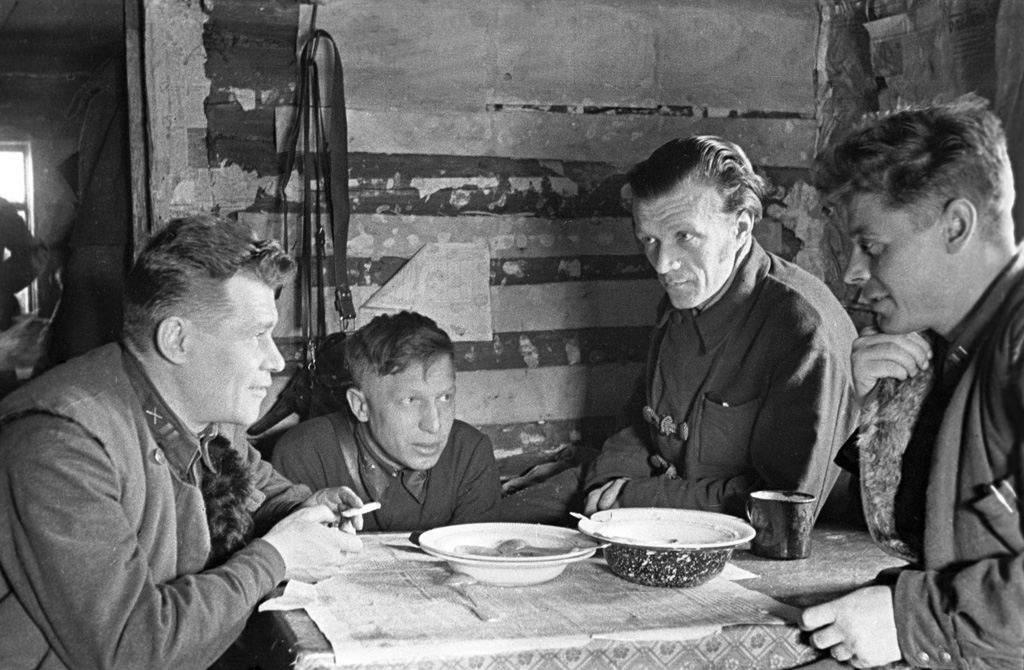
食事を展開する様子

1940年6月からバルト諸国占領、独ソ戦に投入され、1941年8月にスモレンスク州で全滅したが、赤旗勲章、名誉称号「親衛隊」を授与された。
1941年9月、第1戦車師団を基幹に第1親衛自動車化狙撃師団としてロシア・ソビエト連邦社会主義共和国で再編された。赤軍初の親衛隊となった。
1941年12月から独ソ戦に投入され、枢軸国に勝利し、レーニン勲章、2等スヴォーロフ勲章、2等クトゥーゾフ勲章、名誉称号「ミンスク」を授与された。
1945年12月、ケーニヒスベルク州カリーニングラードに移駐した。

### 冷戦期
1968年8月、プラハの春に投入された。

### ロシア陸軍
1992年5月、ソビエト連邦の崩壊とロシアの独立で創設されたロシア陸軍に編入した。
1994年12月、第一次チェチェン紛争に投入された。

### ロシア海軍
1997年8月、ロシア海軍に編入し、バルチック艦隊隷下に配属された。
2002年6月、部隊縮小に伴い、第7独立親衛自動車化狙撃旅団に改編された。
2009年6月、部隊縮小に伴い、第7独立親衛自動車化狙撃連隊に改編された。

### ロシアのウクライナ侵攻

#### 東部・スヴァトヴェ-クレミンナ戦線
2023年7月、ロシアのウクライナ侵攻で東部ルハーンシク州スヴァトヴェ地区に配備され、スヴァトヴェ方面を防御した。

#### 北東部・ハルキウ戦線
2024年5月、ロシア・ベルゴロド州に再配置され、第18親衛自動車化狙撃師団隷下の第79親衛自動車化狙撃連隊、第280親衛自動車化狙撃連隊と共にハルキウ方面で攻勢を開始した。

## 編制
- 連隊本部（カリーニングラード）
- 第1自動車化狙撃大隊
- 第2自動車化狙撃大隊
- 第3自動車化狙撃大隊
- 戦車大隊
- 自走砲大隊
- 高射ミサイル大隊

- 偵察大隊
- 工兵中隊
- 通信中隊
- 整備中隊
- 兵站中隊
- 狙撃小隊
- NBC防護小隊

## 第1親衛自動車化狙撃師団編制
- 師団司令部（カリーニングラード）
- 第167親衛自動車化狙撃連隊
- 第169親衛自動車化狙撃連隊
- 第609自動車化狙撃連隊
- 第20戦車連隊
- 第35親衛自走砲連隊
- 第36高射ミサイル連隊
- 第326独立ミサイル大隊
- 第426独立対戦車砲大隊

- 第19独立親衛偵察大隊
- 第213独立親衛工兵大隊
- 第81独立親衛通信大隊
- 第79独立整備大隊
- 第400独立補給大隊
- 第245独立化学防護大隊
- 第363独立衛生大隊

## 第1狙撃師団編制
- 師団司令部
- 第1狙撃連隊
- 第2狙撃連隊
- 第3狙撃連隊
- 騎兵中隊

## 出身者
- グリゴリー・クリーク
- ニコライ・ヴォロノフ
- パーヴェル・バトフ
- ミトロファン・ニェジェーリン